# 林南战役
林南战役，是中国抗日战争中，中日双方发生的戰鬥。八路军缴获山炮一门、迫击炮20门，轻机枪83挺、步枪3118支、击落飞机一架，攻克据点80余处。